# Coppa delle Nazioni U23 UCI 2010
La Coppa delle Nazioni U23 UCI 2010 fu la quarta edizione della competizione organizzata dalla Unione Ciclistica Internazionale, passaggio obbligato per i ciclisti di meno di 23 anni che desideravano partecipare alle gare a loro riservate ai Campionati del mondo di ciclismo su strada 2010. Comprendeva sette gare ed era riservata alle squadre nazionali, permettendo loro di accumulare punti e determinare il numero di posti assegnati a ciascuna di esse ai campionati del mondo.

## Calendario
| Data           | Gara                                       | Vincitore           | Vincitore (Nazioni) | Leader (Nazioni) |
| -------------- | ------------------------------------------ | ------------------- | ------------------- | ---------------- |
| 26-28 marzo    | Grand Prix du Portugal (2010)              | Tom Dumoulin        | Paesi Bassi         | Paesi Bassi      |
| 10 aprile      | Giro delle Fiandre Under-23 (2010)         | Marko Kump          | Slovenia            | Paesi Bassi      |
| 14 aprile      | La Côte Picarde (2010)                     | Vjačeslav Kuznetsov | Russia              | Paesi Bassi      |
| 17 aprile      | ZLM Tour (2010)                            | Arman Kamyšev       | Kazakistan          | Paesi Bassi      |
| 26-27 aprile   | Giro delle Regioni (2010)                  | Enrico Battaglin    | Italia              | Paesi Bassi      |
| 3-6 giugno     | Coupe des Nations Ville de Saguenay (2010) | Luka Mezgec         | Slovenia            | Slovenia         |
| 5-12 settembre | Tour de l'Avenir (2010)                    | Nairo Quintana      | Colombia            | Slovenia         |

## Classifica
| Pos. | Paese       | Punti |
| ---- | ----------- | ----- |
| 1    | Slovenia    | 106   |
| 2    | Paesi Bassi | 103   |
| 3    | Francia     | 90    |
| 4    | Colombia    | 77    |
| 5    | Stati Uniti | 61    |
| 6    | Germania    | 61    |
| 7    | Russia      | 57    |
| 8    | Danimarca   | 56    |
| 9    | Portogallo  | 49    |
| 10   | Belgio      | 48    |